# Liny-devant-Dun
Liny-devant-Dun is een gemeente in het Franse departement Meuse (regio Grand Est) en telt 173 inwoners (2004). De plaats ligt aan de rivier de Maas.
De plaats maakt deel uit van het kanton Stenay in het arrondissement Verdun. Tot 1 januari 2015 was het deel van het kanton Dun-sur-Meuse, dat op die dag werd opgeheven.

## Geografie
De oppervlakte van Liny-devant-Dun bedraagt 10,6 km², de bevolkingsdichtheid is 16,3 inwoners per km².
De onderstaande kaart toont de ligging van Liny-devant-Dun met de belangrijkste infrastructuur en aangrenzende gemeenten.

## Demografie
Onderstaande figuur toont het verloop van het inwonertal (bron: INSEE-tellingen).